# ウェンロック・オリンピアン大会
ウェンロック・オリンピアン大会（英: Wenlock Olympian Games）は毎年イギリスのシュロップシャーにあるマッチ・ウェンロックで開催される総合競技大会。1850年、ウィリアム・ペニー・ブルックス医師によって創始された。
2020年の大会は開催中止となった。